# Landbouwinclusieve natuur

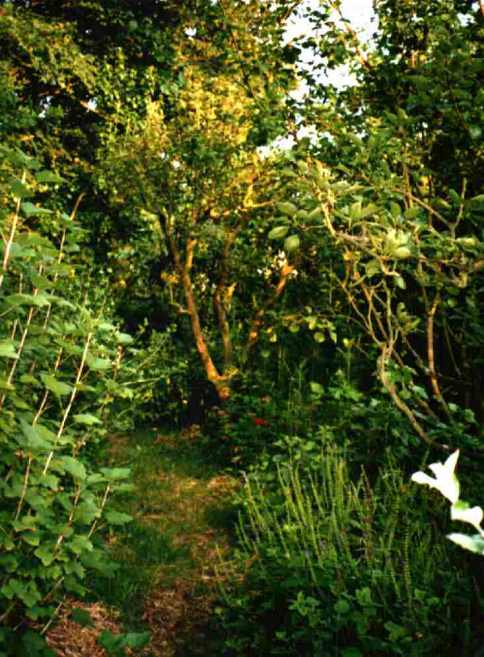
Voedselbos

Landbouwinclusieve natuur is een vorm van landgebruik waarbij landbouw en natuur met elkaar in evenwicht zijn. De natuur (biodiversiteit, landschap, water, klimaat) is leidend in de bedrijfsvoering en de landbouw staat ten dienste van de natuurfunctie.
Deze benadering richt zich op een gezond bodemleven, het herstel en behoud van biodiversiteit en het minimaliseren van negatieve milieueffecten. Essentiële onderdelen van landbouwinclusieve natuur zijn het stoppen van het gebruik van kunstmest en giftige bestrijdingsmiddelen, het sluiten van kringlopen en het creëren van landschapselementen, zowel op het bedrijf als in de omgeving. Hierdoor ontstaat een krachtige verbinding tussen natuur- en agrarische gebieden, wat resulteert in een heropleving van diverse soorten flora en fauna.

## Nederland
Het begrip landbouwinclusieve natuur is bekend geworden door het Hoofdlijnenakkoord van PVV, VVD, NSC, en BBB van mei 2024, waarin gesteld wordt dat we gaan "zorgen voor landbouwinclusieve natuur". Dit werd beschouwd als beleid dat een omdraaiing vormt van het reeds bestaande concept natuurinclusieve landbouw en daardoor de natuur ondergeschikt maakt aan agrarische belangen.
De meest bekende vorm van landbouwinclusieve natuur is een voedselbos, waarin plantaardige voedselproductie plaats vindt op basis van bosecologische processen. Landbouwinclusieve natuur wordt ook landschapsgrond genoemd.
Landbouwinclusieve natuur is een nieuw perspectief voor boeren, waarin de belangen van de landbouwsector en van onze natuur en milieu verenigd worden.
In het Hoofdlijnenakkoord tussen de PVV, VVD, NSC en BBB van mei 2024 is 500 miljoen per jaar beschikbaar gesteld om landbouwinclusieve natuur te realiseren. Boeren worden hiermee betaald voor het in stand houden van het landschap, verbeteren van de biodiversiteit op het land en in het water en andere ecosysteemdiensten. Naast natuurverbetering wordt er ook gezond voedsel geproduceerd, zonder het gebruik van bestrijdingsmiddelen en kunstmest. Met extra vergoedingen uit de markt, door bijvoorbeeld banken, producenten, toeleveranciers, en consumenten, wordt landbouwinclusieve natuur lonend voor boeren.

### Landbouwinclusieve natuur rondom Natura2000-gebieden
Landbouwinclusieve natuur is effectief in het verbeteren van bestaande natuurgebieden in Nederland, met name rondom Natura 2000-gebieden en als robuuste verbinding van verschillende natuurgebieden. Als er rondom alle natuurgebieden landbouwinclusieve natuur gemaakt wordt, zijn de natuurgebieden beter beschermd tegen schadelijke stoffen zoals stikstof, mest en bestrijdingsmiddelen. Daarmee komen de landelijke doelen op stikstof en waterkwaliteit binnen handbereik en kunnen wij blijven genieten van onze natuur.

### Voorbeelden van landbouwinclusieve natuurprojecten
- Voedselbos Ketelbroek. Een van de voorbeelden is de aanleg van het voedselbos Ketelbroek in Groesbeek door Wouter van Eck.
- Lexkesveer Natuurbeheer: Een agrarische bedrijf in de Wageningse uiterwaarden die is omgezet naar landbouwinclusieve natuur. De agrarische activiteiten staan ten dienste van de natuurwaarden.